# مولن روژ (فیلم ۱۹۲۸)
«مولن‌روژ» (انگلیسی: Moulin Rouge) فیلمی در ژانر درام به کارگردانی ایوالد آندره دوپونت است که در سال ۱۹۲۸ منتشر شد. از بازیگران آن می‌توان به اولگا چخووا، ایو گرای، ژان برادین و فورستر هاروی اشاره کرد.